# مسورة (البيضاء)
مسوره هي إحدى قرى الجمهورية اليمنية. تتبع جغرافيا لمحافظة البيضاء و إداريًا لمديرية صباح. يبلغ تعداد سكانها 1794 نسمة حسب الإحصاء الذي أجري عام 2004.